# 郭益全
郭益全（1946年8月26日－2000年9月9日），臺南市鹽水區人，臺灣農學家。

## 生平
父親任職於南靖糖廠。1971年就讀國立中興大學農藝學系，開始卅年的農業生涯。在同校糧食作物研究所碩士畢業後，1977年考取高考服務於農業試驗所農藝系。除1979年於經濟部商檢局花蓮分局暫任技士五個月外，一生奉獻農試所。
1988年獲行政院農業委員會推薦赴美，攻讀德州農工大學博士，研究水稻遺傳與育種。返臺後任職農藝系稻作研究室主持人，主力為水稻育種規劃，整合重任。為台灣接受正統水稻遺傳與育種訓練的先驅之一。

## 益全香米
為紀念郭益全，其培育之台農71號水稻特命名為「益全香米」。2003年大學學測國文科取郭益全生平為成文題目《香米碑》，遂廣為知名。臺中市霧峰區農會為感念郭益全生前的貢獻，2018年6月15日至11月25日在霧峰民生故事館舉辦香米的故鄉在霧峰特展，介紹郭益全博士的貢獻與益全香米培育的歷史。